# Gradation (Zoologie)
Gradation bezeichnet im zoologischen Sprachgebrauch die zeitlich begrenzte Massenvermehrung einer Tierart. Sie tritt bei vielen Insektenarten, wie zum Beispiel den Borkenkäfern oder Wanderheuschrecken, aber auch bei Säugetieren wie Lemmingen und Feldmäusen auf. Bei günstiger Witterung und gutem Nahrungsangebot können sie sich geradezu explosionsartig vermehren. Diese exponentielle Wachstumsrate wird als Progradation bezeichnet. Krankheiten, vermehrtes Auftreten von Fressfeinden, geänderte Witterungs- und Nahrungbedingungen, oder direkter anthropogener Eingriff (zum Beispiel großflächiger Einsatz von Pestiziden) stoppt die Gradation und leitet in die Phase der Retrogradation über, in der die Massenvermehrung zusammenbricht und die Populationsdichte oft unter den regionalen Durchschnittswert dieser Art sinkt.
Bei Fressfeinden, die auf die Massenvermehrung ihrer Nahrungstiere ebenfalls mit gesteigerter Reproduktion reagiert haben, führt der Zusammenbruch einer Gradation oft zum als Evasion bezeichneten Verlassen eines Gebietes, das nicht mit den zyklisch auftretenden Tierwanderungen verwechselt werden darf. Ein Beispiel für Tiere mit derartigem Verhalten sind die Invasionsvögel.